# ماكسيمو بيروني
ماكسيمو بيرّونى (مواليد 7 يناير 2003) هو لاعب كرة قدم أرجنتيني يلعب في مركز وسط الميدان في نادي مانشستر سيتي الإنجليزي والمنتخب الأرجنتيني الأول.

## روابط خارجية
- ماكسيمو بيروني على موقع الاتحاد الأوربي (الإنجليزية)
- ماكسيمو بيروني على موقع إي إس بي إن إف سي (الإنجليزية)
- ماكسيمو بيروني على موقع قاعدة بيانات كرة القدم.إي يو (الإنجليزية)
- ماكسيمو بيروني على موقع ليكيب (الفرنسية)
- ماكسيمو بيروني على موقع Soccerbase.com (لاعب) (الإنجليزية)
- ماكسيمو بيروني على موقع Soccerway.com (الإنجليزية)
- ماكسيمو بيروني على موقع عالم كرة القدم.نت (الإنجليزية)